# بداية باتمان (لعبة فيديو)
باتمان يبدأ أو بداية باتمان (بالإنجليزية: Batman Begins) هي لعبة فيديو مأخوذة عن الفيلم الذي يحمل نفس الاسم. أصدرت اللعبة يوم 14 يونيو 2005 بيوم واحد قبل إصدار الفيلم. طورتها شركة أوروكوم ونشرتها شركة إلكترونيك آرتس بالاقتران مع شركتي وارنر برذرز إنتراكتيف إنترتينمنت ودي سي كوميكس. أصدرت على أنظمة إكس بوكس وبلاي ستيشن 2 ونينتندو جيم كيوب وجيم بوي أدفانس.

## أسلوبية اللعبة
للعبة نظام فريد يشمل التخويف. في حين أن معظم ألعاب الأبطال الخارقين تتطلب قتالا مباشرا، تتميز بداية باتمان باستغلال المحيط لتخويف الخصوم. توفر أدوات معينة مصممة لذلك أثناء القتال، مثل قنابل الدخان وقنابل الوميض و«مستجيب ذو تردد عال» يستدعي خفافيشا تلتف حول الأعداء وتعجزهم بالخوف. على رأس كل هذا توجد أسلوبية لعب تسلل تقليدية تذكر بسلسلة سبلينتر سيل (ربما ذلك راجع لكاتب اللعبة جي تي بيتي الذي هو أيضا مؤلف سبلينتر سيل)، مثل الاختباء ومفاجأة الأعداء من الخلف. هناك عدة طرق لإعجاز الخصوم بالتسلل، باستخدام مختلف تقنيات القتال وفنون الدفاع عن النفس.

## قصة اللعبة
تتمسك اللعبة بقصة الفيلم عن كثب، لكن بتعديلات طفيفة. طوال اللعبة، هناك أكثر من 20 لقطة من الفيلم تعطي سياقا للقصة. مع أنها تتبع الفيلم، تتعمق اللعبة في كل لقطة. على سبيل المثال، في الميناء، يعرف اللاعب بالتحديد كيف رفع فالكوني على الرافعة وكيف تسلل باتمان إلى مستشفى آركام للأمراض النفسية. تقدم اللعبة أيضا نهاية معدلة قليلا، يجبر باتمان على تفجير الباتموبيل لتدمير خطوط القطار الحديدية وإيقاف رأس الغول من الوصول إلى برج وين بباعث الموجات الصغيرة، في حين في الفيلم، يستخدم الرقيب غوردون صواريخا من الباتموبيل لتدمير السكك. يقوم فردان من طاقم الفيلم بالظهور في اللعبة: مدير تصوير الفيلم السينمائي والي فيستر في دور عضو عصابة مخبر يستجوبه باتمان، ومنتجة الفيلم وزوجة المخرج كريستوفر نولان، إيما توماس في دور طبيبة نفسية بمستشفى آركام للأمراض النفسية.

## أداء الأصوات
- كريستيان بيل في دور بروس وين / باتمان (الرجل الوطواط): صناعي ملياردير، قتل قاطع طريق والداه حين كان عمره ثماني سنوات فقط. مما دفعه إلى التصميم على تدريب جسده وعقله. أعطاه ذلك المهارة ليصبح باتمان.
- مايكل كين في دور آلفرد بينيوورث: كبير خدم باتمان ومساعده وأقرب أصدقاءه. في اللعبة، هو صلة باتمان بالمعلومات الخارجية ويعاونه كلما أمكن ذلك.
- ليام نيسون في دور هنري دوكارد / رأس الغول: الرجل الذي درب بروس في فن التخفي، يعود إلى غوثام في عقدة اللعبة للانتقام من بروس ومدينته.
- كتي هولمز في دور رايتشل داوز: صديقة بروس منذ الطفولة، تساعد في الكشف عن الشخصية السيكوباتية المجنونة لجوناثان كرين.
- توم ويلكنسن في دور كارمين فالكوني: زعيم الإجرام في مدينة غوثام الذي «لا يلمس»، هو أول هدف لباتمان في حربه ضد الجريمة.
- مورغان فريمان في دور لوسيوس فوكس: موظف في شركات وين يعمل في قسم العلوم التطبيقية، يزود بروس بأغلبية المعدات التي يلزمها لتنفيذ مهمات باتمان.
- كين واتانابي في دور رأس الغول (المنتحل): خدعة رأس الغول.
- تيم بوث في دور فيكتور زاس: قاتل متسلسل سادي في مستشفى آركام، يجب على باتمان إيقافه قبل أن ينقش قتلا آخر على جلده.
- مارك بون الابن في دور المحقق أرنولد فلاس: ضابط شرطة فاسد في مدينة غوثام، يراقبه باتمان.
- لوسي تشامبرز في دور الدكتور هارلين كوينزل: طبيبة نفسية متمرنة في مستشفى آركام للأمراض النفسية.

## وصلات خارجية
- بداية باتمان على موقع IMDb (الإنجليزية)
- لعبة بات مان
- بداية باتمان في أوروكوم
- بداية باتمان في ألعاب موبي
- مراجعة بداية باتمان في بقعة الألعاب (6.8/10)